# 11936 Tremolizzo
11936 Tremolizzo eller 1993 FX9 är en asteroid i huvudbältet som upptäcktes den 17 mars 1993 av UESAC vid La Silla-observatoriet. Den är uppkallad efter Elena Tremolizzo.
Asteroiden har en diameter på ungefär 5 kilometer.